# Claude-Antoine Rudel
Pour les articles homonymes, voir Rudel.
Claude-Antoine Rudel du Miral, né le 20 septembre 1719 à Chauriat et décédé le 18 juin 1807 au Miral, est un magistrat et un homme politique français.

## Biographie
Issu d'une famille noble, fils du juge châtelain de Vertaizon, Rudel effectue des études de droit à Bourges. Il est reçu ensuite comme avocat auprès du Parlement de Paris, avant de venir s'établir à Thiers. 
Notable respecté, Rudel grimpe tous les échelons de la hiérarchie municipale. Il est maire de Thiers pour la première fois de 1763 à 1765, et occupe plusieurs fois ce poste jusqu'à la fin de l'Ancien Régime. 
En 1789, il se rallie aux idées révolutionnaires et est élu une nouvelle fois maire de sa cité.
Le 7 septembre 1792, Rudel est élu député du Puy-de-Dôme à la Convention, le huitième sur douze. Il a 73 ans et est l'un des doyens de la nouvelle assemblée. Il siège avec les modérés de la Plaine et participe très peu aux débats. Lors du procès de Louis XVI, il vote contre l'appel au peuple, pour la peine de mort et contre le sursis. En juin 1793 il se prononce contre la Commission des douze et participe ainsi à sa dissolution.
Rudel s'oppose à Robespierre en thermidor et accueille avec soulagement la fin de la Terreur. Peu présent à la tribune, le vieux député auvergnat travaille activement au sein des comités. Il est ainsi membre et président du Comité de pétitions et de correspondance.
Le 25 octobre 1795, la veille de la séparation de la Convention, Rudel est président du Collège électoral de France, en tant que doyen d'âge. Malgré ses 76 ans, il est largement réélu au Conseil des Anciens par 270 voix sur 305 votants. Il est beaucoup plus effacé au cours de son second mandat et quitte la vie politique à la fin de celui-ci.
Il meurt en 1807 à l'âge de 87 ans.

## Sources
- « Claude-Antoine Rudel », dans Adolphe Robert et Gaston Cougny, Dictionnaire des parlementaires français, Edgar Bourloton, 1889-1891 [détail de l’édition]